# Koledarska zgodba
Koledarska zgodba ali koledarska povest je kratka poučna pripoved, kakršne so tiskali v ljudskih koledarjih.
Koledarska zgodba je kratka pripoved, ki vsebuje lastnosti drugih epskih vrst: burke, anekdote, prilike. Ime izhaja iz medija ljudskega koledarja, v katerem je ta oblika pripovedi nastala in na katerega je bila prvotno omejena. Skupaj s pesmaricami in Biblijo so bili ljudski koledarji v 17. in 18. stoletju edino berilo nešolanih ljudi. Vsebovali so koledarske in astronomske informacije, vremenske napovedi, zdravstvene namige, gospodarske nasvete, kuharske recepte in splošne življenjske modrosti, pripovedi pa so govorile o nenavadnih pripetljajih in zabavnih dogodkih iz vsakdanjega življenja preprostih ljudi. Jezikovna izvedba teh je bila preprosta in se je naslanjala na ustni govor. Doba razsvetljenstva je odkrila koledarsko zgodbo kot sredstvo ljudske pedagogike za boj proti vraževerju, za kritiko nravstvenih napak in za moralni poduk.  Koledarska zgodba je s kmečko snovjo prispevala k nastanku žanra kmečke povesti.

## Nastanek v nemški književnosti
Pojem in pojav koledarske zgodbe sta doma v nemški književnosti. Do začetka 19. stoletja sta bila omejena na medij ljudskega koledarja in njegove bralce, z Johannom Petrom Heblom pa je koledarska zgodba vstopila v knjigo in postala žanr jezikovno in slogovno zahtevne književnosti ter nemškega literarnega kanona. Avtorji: Jeremias Gotthelf, Berthold Auerbach, Gottfried Keller, Ludwig Anzengruber, Peter Rosegger, Karl May, Oskar Maria Graf, Erwin Strittmatter, Gerhard Zwerenz, Botho Strauß. V 20. stoletju je k oživetju koledarske zgodbe v njenih umetniških variantah pripomogel Bertolt Brecht.

## Koledarska zgodba na Slovenskem
Na Slovenskem je koledarska zgodba zbirno ime za božične in velikonočne zgodbe ter zgodbe ob dnevu mrtvih, jurjevanju in koledništvu, ki so nastajale pod nemškim literarnim vplivom. Iz koledarjev se je razširila v božične in druge praznične priloge ali v feljtonske rubrike dnevnega časopisja; na Slovenskem so bili to Slovenec, Domoljub, Slovenski narod, Edinost itd. Pogosteje se je uporabljal izraz koledarska povest. Prvi ga je zapisal Ivan Grafenauer 1909–11 v zvezi s Franom Erjavcem, Ivan Pregelj pa za Finžgarjeve kratke pripovedi. Izraz koledarska zgodba je prvi zapisal urednik Tavčarjevih zbranih del Ivan Prijatelj 1925 v zvezi s pripovedjo Petra Bohinjca v Koledarju Mohorjeve družbe.